# 東海工業地域
東海工業地域（とうかいこうぎょうちいき）とは、静岡県臨海部に広がる新しい工業地域である。

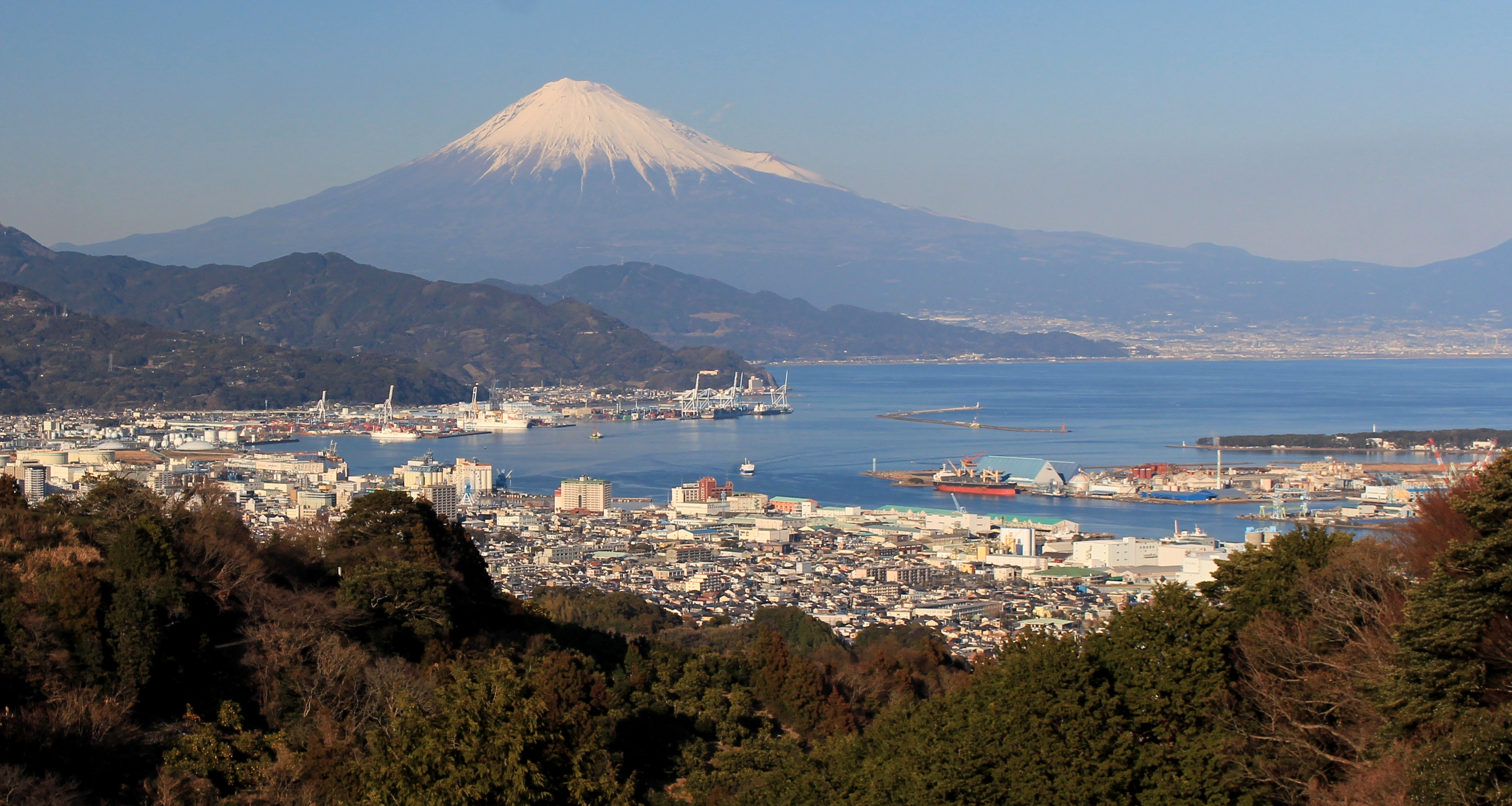
日本平から望む静岡市の清水港と富士山、右奥に富士市

## 概要
名古屋と東京の中間に位置する。主な工業都市に、浜松市､静岡市､富士市､富士宮市､焼津市､藤枝市、牧之原市、掛川市､磐田市などがある。また、東駿河湾地区は工業整備特別地域に指定されていた。
温暖な気候、三大都市圏を結ぶ東海道を並行するように整えられた鉄道・高速道路、富士山の湧水や中部山岳地帯から流れ下る河川による工業用水や水力発電を背景に発展した。
繊維工業から織物機械を作るようになりその技術力で自動車工業は発展していった。

## 主な工業都市と特色
年間製造品出荷額は約16兆円となっている。
- 小山町 - 自動車部品・繊維
  - 富士スピードウェイ周辺の自動車関連工場
  - フジボウ小山工場
- 御殿場市 - 研究所・電子部品・食品
  - リコー環境事業開発センター
  - ウシオ電機御殿場事業所（産業用光源）
  - 中外製薬富士御殿場研究所

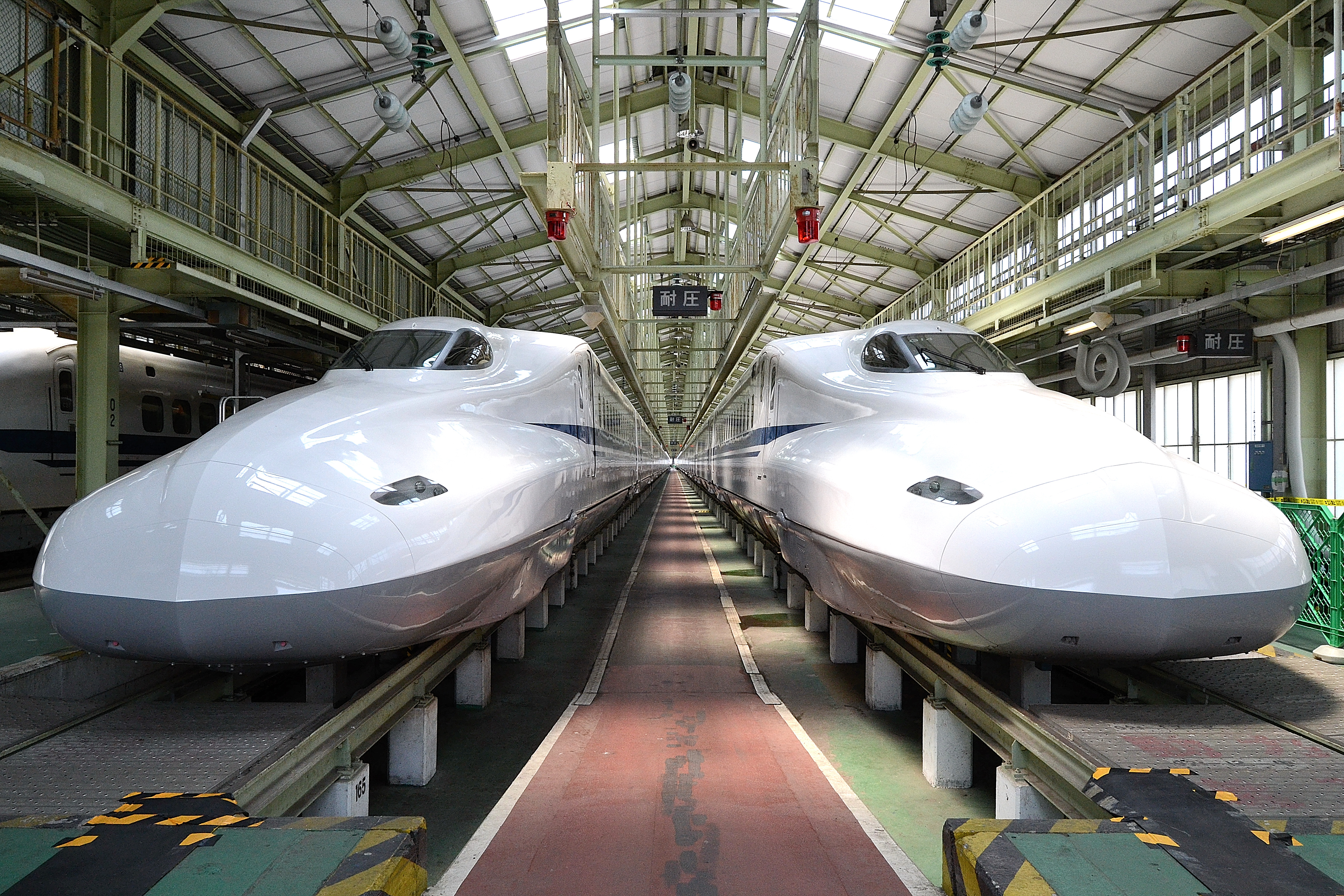
東海旅客鉄道浜松工場

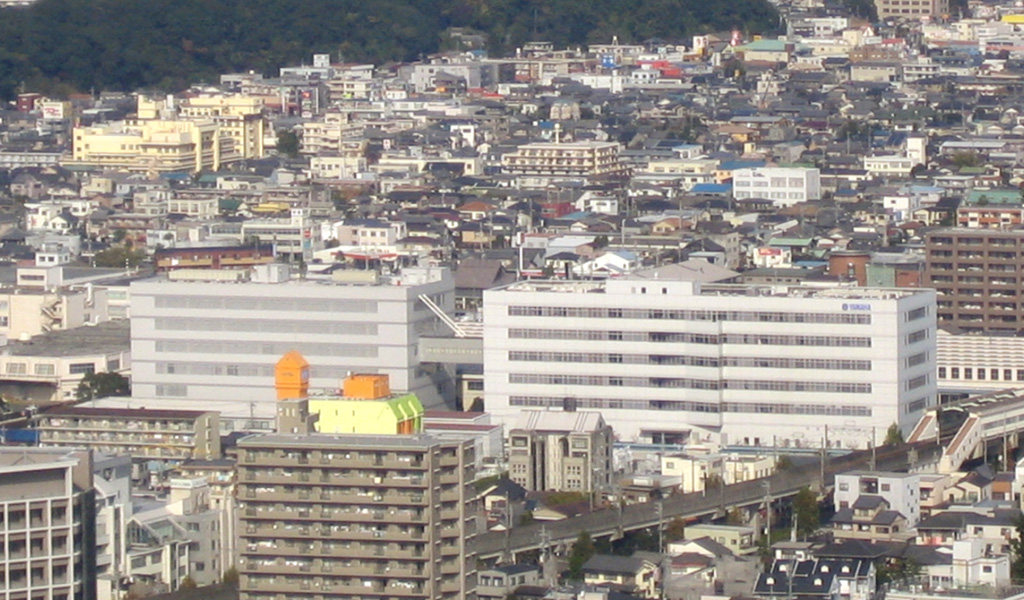
ヤマハ本社と浜松市街

  - キリンディスティラリー富士御殿場蒸溜所 （酒類・ミネラルウォーター）
- 裾野市 - 研究所・電気部品・食品
  - 矢崎総業本社機能 （自動車電装部品・電線類）　県内各地に事業所
  - トヨタ自動車東富士研究所 （エンジン新技術研究）
  - トヨタ紡織富士裾野工場
  - 三菱アルミニウム富士製作所
  - ヤクルト本社富士裾野工場・富士裾野医薬品工場
  - 不二家富士裾野工場
- 長泉町 - 医薬品
  - 協和キリン富士リサーチパーク／CMC研究センター　（医薬品）
- 三島市 - 化学繊維・製紙・食品
  - 電業社機械製作所三島事業所　（風水力機械）
  - 東芝テック静岡事業所 （デジタル多機能複合機）
  - 横浜ゴム三島工場 （乗用車・小型トラック・レーシングタイヤ）
  - 東レ三島工場 （ポリエステル製品）
  - 森永製菓三島工場
- 沼津市 - 電子機器
  - 芝浦機械本社工場　（工作機械など）
  - 矢崎電線沼津工場
  - IHI運搬機械沼津工場　（パーキングシステム・運搬機械）
  - 明電舎沼津事業所　（制御装置・電子装置）
  - フジクラ沼津事業所　（光ファイバーなど）
  - 図書印刷沼津工場　（単行本印刷）
- 富士市 - 製紙・輸送機械
  - ジヤトコ本社　（トランスミッション）
  - 日本製紙富士工場
  - 王子マテリア富士工場
  - 大日製紙本社（大王製紙連結子会社）
  - ADEKA富士工場　（樹脂添加剤・加工食品）
  - クミアイ化学工業静岡工場　（農薬）
- 富士宮市 - 製紙・パルプ工業
  - 日本プラスト本社機能　（自動車用樹脂製品）
  - エンビプロ・ホールディングス　（建築廃材リサイクル）
  - 王子ネピア富士宮工場
  - テルモ富士宮工場　（医療機器）
  - 富士フイルム富士宮工場
  - 松屋フーズ富士山工場（セントラルキッチン）
- 静岡市 - 製茶・缶詰・アルミニウム
  - アイエイアイ　（産業ロボット）
  - カナサシ重工　（造船）
  - 村上開明堂　（自動車バックミラー）
  - 日軽蒲原（日本軽金属関連企業、アルミニウム加工）
  - はごろもフーズ・清水食品・いなば食品・ホテイフーズコーポレーションなど缶詰・保存食
  - タミヤ・フジミ模型・バンダイホビーセンターなど模型・玩具

※伊藤園の前身企業「フロンティア製茶」は1966年静岡市で創業。3年目に東京に移転し社名改称。
- 焼津市 - 水産加工・造船
  - 赤阪鐵工所　（船舶エンジン）
  - アステラス製薬焼津技術センター・焼津製剤研究センター
  - 東洋水産焼津工場および関連会社
  - 日清食品静岡工場
  - サッポロビール静岡工場
  - はごろもフーズ焼津プラント
- 藤枝市 - 医薬品・食品
  - 日清紡藤枝工場　
  - 中外製薬藤枝工場　
  - バスクリン静岡工場　（入浴剤）
  - 三井農林藤枝工場　（「日東紅茶」など茶葉加工）
  - 明治東海工場　（菓子製造）
- 吉田町 - ガラス・樹脂
  - AGCテクノグラス本社
  - オカモト静岡工場　（ゴム製品）
- 牧之原市 - 輸送機械
  - スズキ相良工場　（軽乗用車）
- 御前崎市 - 原子力発電・風力発電
  - 浜岡原子力発電所・御前崎風力発電所
  - 日本特殊塗料静岡工場
- 菊川市 - 輸送機械
  - 東芝キヤリア掛川開発センター　（空調機器）
  - フジオーゼックス本社・静岡工場　（エンジンバルブ）
- 掛川市 - 輸送機械
  - ヤマハ掛川工場　（ピアノ製造）
  - NECプラットフォームズ掛川事業所　（情報通信機器）
  - 資生堂掛川工場
  - スズキ大須賀工場　（鋳造部品）
- 袋井市 - 輸送機械
  - ヤマハ発動機袋井工場・袋井南工場・グローバルパーツセンター
  - 大和ハウス工業中部工場
- 磐田市 - 輸送機械
  - スズキ磐田工場　（軽トラ・軽ワゴン）
  - ヤマハ発動機本社・磐田南工場
  - ヤマハ磐田工場（ピアノフレーム）・豊岡工場（電子楽器・管楽器）
  - 河合楽器製作所竜洋工場
  - 東洋ピアノ製造本社・竜洋工場
  - 高砂香料工業磐田工場
- 浜松市 - 輸送機械(自動車･鉄道車両)・楽器・オートバイ
  - スズキ本社・浜松工場（二輪車）
  - ヤマハ本社・天竜工場（自動車内装機器）
  - 浜松ホトニクス本社
  - ヤマハ発動機浜北工場・中瀬工場・豊岡技術センター
  - 河合楽器製作所本社
  - 丸八眞綿浜松工場
- 湖西市 - 自動車部品・電子機器
  - スズキ湖西工場（軽乗用車）
  - デンソー湖西製作所
  - プライムアースEVエナジー（バッテリー）
  - GSユアサエナジー本社　（バッテリー）
  - 富士機工本社・新居工場　（ステアリング部品）
  - FDK湖西工場・鷲津工場　（電池）

遠州地域の都市は自動車関連の企業が、駿河湾湾岸地域の都市は機械工業が盛んである。また、静岡市清水区蒲原は、1987年以降日本で唯一アルミニウム製錬が行われている場所であったが、2014年3月末で日本軽金属は蒲原製造所におけるアルミニウム電解事業を終了した 。

## 主な港湾都市
- 静岡市 - 清水港（中核国際港湾・国際拠点港湾・特定港）
- 御前崎市 - 御前崎港（重要港湾）
- 富士市 - 田子の浦港（重要港湾・特定港）
- 焼津市 - 焼津港
- 沼津市 - 沼津港（特定地域振興重要港湾）
- 下田市 - 下田港